# Tuciorismo
Tuciorismo es una doctrina moral por la cual hay que seguir siempre la opción más segura o cercana a la ley, aunque la opción opuesta también sea probable.
El término deriva de la palabra latina tutior (más seguro). 
También se conoce este sistema moral como “rigorismo”, del que deriva el jansenismo.
En el siglo XVII el papa Inocencio XI
se inclinaba hacia el tucioricismo, como forma de lograr detener el laxismo moral de la época, que se basaba en la opinión mayoritaria llamada probabilismo, que sostenía que se podía seguir una conducta si era aprobable por una autoridad, aunque no fuese la opinión más apoyada, más autorizada o más segura. En estas controversias teológicas hay matices, que hacieron que la Santa Sede no apoyase en la época ninguno de los extremos. En la actualidad, aparecen como superados en la Teología Moral.[cita requerida]